# Estadio Inca Garcilaso de la Vega
 (mars 2025).
Si vous disposez d'ouvrages ou d'articles de référence ou si vous connaissez des sites web de qualité traitant du thème abordé ici, merci de compléter l'article en donnant les références utiles à sa vérifiabilité et en les liant à la section « Notes et références ».
Le stade Inca Garcilaso de la Vega (ou stade Garcilaso) est le stade de football principal de la ville de Cuzco au Pérou. Inauguré en 1958, avec une capacité initiale de 22 000 spectateurs, le stade se situe à une altitude de 3 367 mètres.
Propriété de l'Instituto Peruano del Deporte, l'enceinte accueille les matchs à domicile du Cienciano del Cusco, Deportivo Garcilaso et Cusco FC (depuis 2009). 
Actuellement, sa capacité est de 42 056 places assises.

## Événements

### Compétitions nationales
- Finale du championnat du Pérou : 2001, 2006 et 2012.
- Finale du championnat du Pérou D2 : 2017.
- Finale de la Copa Perú : 2011.

### Compétitions internationales

#### Sélections
- Copa América 2004.

#### Clubs
- Copa Libertadores : 2002, 2005, 2006, 2007, 2008, 2013, 2018 et 2019.
- Copa Sudamericana : 2003, 2004, 2009 et 2016.